# Marolles-lès-Bailly

Marolles-lès-Bailly este o comună în departamentul Aube din nord-estul Franței. În 1 ianuarie 2022 avea o populație de 120 de locuitori.